# Ishikari (phó tỉnh)
Ishikari (石狩振興局 Ishikari-shinkō-kyoku) là phó tỉnh của Hokkaidō, Nhật Bản. Tính đến ngày 1 tháng 10 năm 2020, dân số ước tính phó tỉnh là 18.960 người và mật độ dân số là 38 người/km2. Tổng diện tích phó tỉnh là 500,9 km2.

## Hành chính

### Thành phố, làng và thị trấn
| Tên                            | Tên      | Diện tích (km2) | Dân số    | Huyện    | Loại đô thị | Bản đồ |
| Rōmaji                         | Kanji    | Diện tích (km2) | Dân số    | Huyện    | Loại đô thị | Bản đồ |
| ------------------------------ | -------- | --------------- | --------- | -------- | ----------- | ------ |
| Chitose                        | 千歳市   | 594,5           | 98.047    | Không có | Thành phố   |        |
| Ebetsu                         | 江別市   | 187,38          | 118.764   | Không có | Thành phố   |        |
| Eniwa                          | 恵庭市   | 294,65          | 70.278    | Không có | Thành phố   |        |
| Ishikari                       | 石狩市   | 722,42          | 57.764    | Không có | Thành phố   |        |
| Kitahiroshima                  | 北広島市 | 119,05          | 57.019    | Không có | Thành phố   |        |
| Sapporo (trung tâm hành chính) | 札幌市   | 1.121,26        | 1.959.750 | Không có | Thành phố   |        |
| Shinshinotsu                   | 新篠津村 | 78,04           | 2.833     | Ishikari | Làng        |        |
| Tōbetsu                        | 当別町   | 422,86          | 15.347    | Ishikari | Thị trấn    |        |